# Pseudagrion helenae
Pseudagrion helenae là một loài chuồn chuồn kim thuộc họ Coenagrionidae. Loài này có ở Botswana, Malawi, và Zambia. Môi trường sống tự nhiên của chúng là đầm lầy, đầm nước ngọt, và đầm nước ngọt có nước theo mùa. Chúng hiện đang bị đe dọa vì mất nơi sống.